# Korisliiga miglior difensore
La Korisliiga miglior difensore è il premio conferito dalla Korisliiga al miglior difensore durante la stagione.

## Vincitori
| Stagione  | Nazionalità             | Giocatore           | Squadra            |
| --------- | ----------------------- | ------------------- | ------------------ |
| 1993-1994 | Finlandia               | Aleksi Wuorenjuuri  | ToPo Helsinki      |
| 1994-1995 | Stati Uniti             | Greg Joyner         | ToPo Helsinki      |
| 1995-1996 | Stati Uniti             | Greg Joyner (2)     | ToPo Helsinki      |
| 1996-1997 | Stati Uniti             | Greg Joyner (3)     | ToPo Helsinki      |
| 1997-1998 | Finlandia               | Kari Hautala        | ToPo Helsinki      |
| 1998-1999 | Isole Vergini Americane | Faisal Abraham      | Vilpas Vikings     |
| 1999-2000 | Stati Uniti             | Greg Joyner (4)     | ToPo Helsinki      |
| 2000-2001 | Finlandia               | Tero Minetti        | Pyrbasket          |
| 2001-2002 | Finlandia               | Anssi Kinnaslampi   | KTP-Basket         |
| 2002-2003 | Finlandia               | Markus Hemdahl      | Espoon Honka       |
| 2003-2004 | Finlandia               | Tom Gustafsson      | Namika Lahti       |
| 2004-2005 | Finlandia               | Juha Sten           | Aura Basket        |
| 2005-2006 | Finlandia               | Timo Heinonen       | Vantaan Pussihukat |
| 2006-2007 | Finlandia               | Ilkka Vuori         | Namika Lahti       |
| 2007-2008 | Finlandia               | Juha Sten (2)       | LrNMKY             |
| 2008-2009 | Finlandia               | Vesa Mäkäläinen     | Namika Lahti       |
| 2009-2010 | Finlandia               | Timo Heinonen (2)   | ToPo Helsinki      |
| 2010-2011 | Finlandia               | Vesa Mäkäläinen (2) | Kauhajoen Karhu    |
| 2011-2012 | Finlandia               | Antero Lehto        | Tampereen Pyrintö  |
| 2012-2013 | Finlandia               | Henri Hirvikoski    | Kauhajoen Karhu    |
| 2013-2014 | Finlandia               | Tuukka Kotti        | Bisons Loimaa      |
| 2014-2015 | Finlandia               | Vesa Mäkäläinen (3) | Namika Lahti       |
| 2015-2016 | Finlandia               | Tuukka Kotti (2)    | Bisons Loimaa      |
| 2016-2017 | Finlandia               | Vesa Mäkäläinen (4) | Joensuun Kataja    |